# Gutów (województwo wielkopolskie)
Gutów – wieś w gminie wiejskiej Ostrów Wielkopolski, w powiecie ostrowskim, w województwie wielkopolskim. 
Leży nad strumieniem Niedźwiada, przy drodze powiatowej Górzno-Kotowiecko, ok. 10 km na północ od Ostrowa. Ośrodek jazdy konnej.
Na wieś składają się: Gutów, Gutów-Odbudowania oraz położony pod Lasem Kwiatków przysiółek Kawetczyzna.

## Historia
Miejscowość po raz pierwszy wzmiankowana w 1403 roku. Miejscowość przynależała administracyjnie przed rokiem 1934 do powiatu jarocińskiego, w latach 1975-1998 do województwa kaliskiego, a w latach 1934-1975 i od 1999 do powiatu ostrowskiego.

## Pałac w Gutowie
Pałac z trzeciej ćwierci XIX wieku, rozbudowywany na przełomie XIX i XX wieku. Złożony z kilku zróżnicowanych brył na rzucie litery L, z czterokondygnacyjną wieżą narożną. W pobliżu pałacu park podworski z przełomu XIX i XX wieku o powierzchni 5 ha.